# Rancho Viejo de Torres
Rancho Viejo de Torres är en ort i Mexiko.   Den ligger i kommunen Valle de Santiago och delstaten Guanajuato, i den centrala delen av landet, 230 km väster om huvudstaden Mexico City. Rancho Viejo de Torres ligger 1 734 meter över havet och antalet invånare är 455.
Terrängen runt Rancho Viejo de Torres är huvudsakligen kuperad, men åt sydväst är den platt. Runt Rancho Viejo de Torres är det ganska tätbefolkat, med 108 invånare per kvadratkilometer. Närmaste större samhälle är Yuriria, 7,6 km sydost om Rancho Viejo de Torres. Trakten runt Rancho Viejo de Torres består till största delen av jordbruksmark.